# Estourmel Churchyard
Estourmel Churchyard is een Britse militaire begraafplaats gelegen in de Franse plaats Estourmel (Noorderdepartement). De begraafplaats wordt onderhouden door de Commonwealth War Graves Commission.
De begraafplaats telt 2 geïdentificeerde Gemenebest graven uit de Eerste Wereldoorlog.